# What Goes Up (саундтрек)
What Goes Up: Original Motion Picture Soundtrack — альбом саундтреків до фільму «Запасне скло». Лейблом музичного альбому була компанія Amherst Records. Для вільного завантаження саундтреки вийшли 29 квітня 2009 на iTunes, пізніше на Nokia Music Store. Згодом, 5 травня 2009, диск можна було придбати на Amazon.com. 14 липня 2009 диск вийшов у вільний продаж.

## Список пісень
| #   | Назва                                                | Тривалість |
| --- | ---------------------------------------------------- | ---------- |
| 1.  | «Any Other Day» (Гіларі Дафф)                        | 3:42       |
| 2.  | «Under Wraps» (The Innocent Bystanders)              | 3:44       |
| 3.  | «A Hero Mix» (Roddy Bottum)                          | 1:20       |
| 4.  | «New World Anthem» (Jeremy Wall)                     | 4:57       |
| 5.  | «The Truth Is» (Anthony Miranda)                     | 3:13       |
| 6.  | «Blue Straggler» (Electrelane)                       | 6:51       |
| 7.  | «Jesus» (Al Sgro & The Brendan Hines)                | 3:25       |
| 8.  | «Phonebooth Mix» (Roddy Bottum)                      | 3:23       |
| 9.  | «Two For Joy» (Electrelane)                          | 5:50       |
| 10. | «Lucy On the Roof Mix» (Roddy Bottum)                | 1:28       |
| 11. | «Cut and Run» (Electrelane)                          | 3:30       |
| 12. | «Campbell Walks Mix» (Roddy Bottum)                  | 1:01       |
| 13. | «You Make Me Week At the Knees» (Electrelane)        | 3:21       |
| 14. | «Heroes» (Девід Бові)                                | 6:10       |
| 15. | «Never Comin' Back» (The Innocent Bystanders)        | 3:55       |
| 16. | «Teenage Moment» (The Innocent Bystanders)           | 3:39       |
| 17. | «Kids (Who Never Grew Up)» (The Innocent Bystanders) | 3:18       |

## «Any Other Day»
Гіларі Дафф, яка грала Люсі у фільмі, зробила запис пісні «Any Other Day» спеціально для фільму. Авторами пісні стали Гіларі Дафф і сценаристи фільму. Згодом було вирішено зробити цю пісню синглом альбому з саундтреками до фільму. Окремо від альбому пісня вийшла 11 травня 2009. 15 серпня 2009 вона посіла 3 місце чарту Billboard Hot Dance Club Airplay[джерело?].

### Чарти
| Чарт (2009)                           | Місце |
| ------------------------------------- | ----- |
| U.S. Billboard Hot Dance Club Airplay | 3     |